# Sabença de la Valeia
Sabença de la Valéia (littéralement "Connaissance de la vallée") est une société savante de la vallée de l'Ubaye dans le département des Alpes-de-Haute-Provence fondée en 1980. Son siège est établi à Barcelonnette.

## Objectifs et actions de la société
L'association recherche, étudie et diffuse tout ce qui concerne cette vallée (ou Vallée de Barcelonnette). Elle apporte un appui aux programmes du Musée de la vallée, de la mise en valeur des fortifications, du patrimoine civil et religieux. Elle sert de relais technique à de nombreuses initiatives culturelles et de recherche sur la vallée.
Son activité aborde des domaines variés :
- anthropologie;
- archéologie;
- botanique;
- écologie;
- ethnologie;
- folklore;
- généalogie;
- héraldique;
- numismatique;
- protection et valorisation du patrimoine;
- religion…

Elle édite un périodique trimestriel : La vie en Ubaye -Toute la Vallée.

## Publications
Liste non exhaustive
- Voyage photographique au cœur des Alpes du Sud, Claude Gouron, coédité avec les éditions A. Barthélemy, Avignon, 2003.
- De L'Ubaye aux rives du Mississippi Les Barcelonnettes commerçants-planteurs de Louisiane, Jean-Claude Hippolyte-Piolle
- Un grand patron Barcelonnette au Mexique, Jean-Louis Anglade
- Album d'Honneur, réédition de l'ouvrage imprimé au Mexique en 1919
- Les Barcelonnettes au Mexique, quatrième édition augmentée, 200 pages, 2004
- L'œuvre militante du peintre ubayen Jean Caire